# حلف اللهازم
حلف اللهازم هو حلف بين مجموعة من القبائل . يضم حلف اللهازم : قيس بن ثعلبه، وتيم الله بن ثعلبه بن عكابه، وعجل بن لجيم، وعنزة بن أسد بن ربيعة بن نزار وكل هذه القبائل هي من بكر بن وائل باستثناء عنزة بن أسد فهي تلتقي مع بكر في أسد بن ربيعة بن نزار، ثم انضمت ذهل بن ثعلبه وذهل بن شيبان للحلف وأصبحت كل قبائل بكر في الحلف ثم انضمت تغلب بن وائل لاحقاً بعد وقعه الجحاف بن حكيم السلمي ببني البشر
عُرف الحلف من أيام الجاهلية وهو مصطلح معروف في المجتمع الجاهلي عموما حتى جاء الإسلام، فقد ذكر الإمام أبي سعد عبد الكريم السمعاني المتوفى سنة 562 هـ:
«ورد في المسند عن عكرمة، عن عبد الله بن عباس، حدثني علي بن أبي طالب رضي الله عنه قال: لما أمر رسول الله صلى الله عليه وسلم بأن يعرض نفسه على القبائل من العرب، خرج وأنا معه وأبو بكر رضي الله عنه، فدفعنا إلى مجلس من مجالس العرب، فتقدم أبو بكر، وكان رجلا نسابه، فسلم، فردّوا عليه، فقال: ممن القوم ؟ قالوا: من ربيعة، قال: من هامتها أم من لهازمها ؟ قالوا: بل من هامتها العظمى»
ويقول الأصفهاني صاحب كتاب الأغاني: «بكر حيين: اللهازم والذهلين» 
الجدير بالذكر أن قبيلة عنزة بن أسد كانت قبيلة صغيرة في ذلك الوقت ولذلك تلهزمت ودخلت في بكر وفي يوم ذي قار الشهير وبعد انتصار بني شيبان وحلفائهم على الفرس وعندما مدح الأعشى بني شيبان خاصة في قوله:
فلما مدح الأعشى بني شيبان خاصة غضبت اللهازم، فقال أبو كلبة، أحد بني قيس بن ثعلبه يؤنب الأعشى والأصم:
فلما بلغ الأعشى قول أبي كلبة قال: صدق. وقال الأعشى معتذرا مما قال:
وفي يوم الوقيط وهو يوم لبكر بن وائل على تميم كان للهازم دور فعال وأغلب حروب بكر بن وائل كانت مع تميم وذلك بسبب الجوار في المسكن حيث تمتد ديار تميم وبكر من أواسط نجد حتى أطراف العراق. وحتى في الأيام التي هزمت فيها بكر من تميم كان اللهازم شركائها أيضا في الهزيمة ففي يوم النباج وثيتل كانت الدائرة على بكر واللهازم وفي ذلك يقول ربيعة بن طريف يرثي قيسا من تميم:
وقال قرة بن قيس بن عاصم يفخر بهزيمة بكر واللهازم وانتصار تميم:
وفي يوم السلي وهو يوم انتصرت فيه تميم أيضا على بكر واللهازم وفيه كانت الغارة على بني يشكر خاصة وفي هذا اليوم يقول: حاجب بن ذبيان المازني ثم التميمي:
وفي يوم الشيطين العظيم لبكر على تميم وكان قبيل الإسلام عندما أجمعت بكر على غزو تميم قالوا: إن في دين عبد المطلب أن من قتل نفسا قتل بها، فنغير هذه الغارة ثم نسلم عليها. فهزموا تميم فقال رشيد بن رميض العنزي من بني يقدم بن عنزة:
والقصيدة طويلة يذكر فيها تفاصيل الهزيمة. فأجابه محرز بن المكعبر الضبي التميمي فقال:
فقالوا: أن بكرا أتاهم كتاب النبي صلى الله عليه وسلم فأسلموا على مافي أيديهم. وقال أبو الحسناء العنبري: قتل من تميم يوم الشيطين ولعلع ستمائة رجل، قال: فوفد وفد بني تميم على النبي صلى الله عليه وسلم فقالوا: أدع الله على بكر بن وائل. فأبى رسول الله صلى الله عليه وسلم.
وفي يوم زبالة وهو يوم لبكر أيضا على تميم وفيه أغارت تميم بقيادة الأقرع بن حابس، فهزمت تميم وأسرت بكر الأقرع وكان عند بني تيم الله بن ثعلبه وأسر خلق كثير من تميم وكانت بكر بقيادة قائدها العظيم بسطام بن قيس. وكان في الأسرى إنسان من بني يربوع، فسمعه بسطام في الليل يقول:

وكان بسطام يسمعه، فقال: والله لا يخبر أمك عنك غيرك. فأطلقه. فقال رشيد العنزي:
وقال اوس بن حجر من شعراء تميم يثني على بسطام:
وأبو الصهباء هو بسطام بن قيس.
وأغار حاتم الطائي بجيشه من قومه طيء على بكر بن وائل فقاتلوهم وانهزمت طيء ،وقتل منهم جماعة، وأسر منهم جماعة، فكان في الأسرى حاتم الطائي.أسرته عنزة بن أسد، وبقي عندها موثقا وقال رشيد بن رميض العنزي:
وبعد الإسلام قَوِيَ حلف اللهازم واشتد عوده وبقي على مسماه وقد اشترك حلف اللهازم وكل ربيعة مع علي بن أبي طالب في معركة الجمل. وكان شيخ اللهازم (مسلم بن عبد الله العجلي) فارسا من فرسان تلك المعركة وقُتل فيها.